# الیس هریس
الیس هریس (انگلیسی: Alice Harris؛ زادهٔ ۲۳ نوامبر ۱۹۴۷) دانشمند رشتهٔ زبانشناسی اهل ایالات متحده آمریکا است. او از سال ۲۰۰۹ تا کنون استاد زبانشناسی در دانشگاه ماساچوست در امهرست است.

## پژوهش‌ها
هریس با توجه به علاقه قبلی به جنبه‌های ریاضی زبان، در هنگام فارغ‌التحصیلی اش شروع به بررسی ساخت‌های «کُنایی» (ergativity) زبان و در نتیجه مطالعه و بررسی زبان گرجی نمود. او اولین آمریکایی بود که اجازه یافت تا در جمهوری سوسیالیستی گرجستان شوروی به فعالیتهای پژوهشی بپردازد. او با بررسی ویژگیهای مختلف زبانهای گرجی، لازی، سوانی، مگرلی، اودی و باتسبی به کارش در آن منطقه ادامه داد. هریس علاقهٔ خاصی نیز به مستندسازی زبانهای در معرض خطر داشت. او نقشی کلیدی در تأسیس Documenting Endangered Languages
(مستندسازی زبانهای در معرض خطر) داشت که بخشی از بنیاد ملی علوم ایالات متحده است.

## زندگی کاری
هریس پس از تحصیل در کالج ریندولف، دانشگاه گلاسکو و دانشگاه اسکس، در سال ۱۹۷۶ در دانشگاه هاروارد دکترای تخصصی (Ph.D) خود را در رشتهٔ زبانشناسی دریافت کرد.
او از سال ۱۹۷۹ تا ۲۰۰۲ در دانشگاه وندربیلت به تدریس پرداخت که از ۱۹۹۳ تا ۲۰۰۲ مدیریت گروه زبانهای ژرمنی-اسلاوی را برعهده داشت و از سال ۲۰۰۲ تا ۲۰۰۹ استاد زبانشناسی در دانشگاه استونی بروک بود. هریس از سال ۲۰۰۹ تا کنون استاد زبانشناسی در دانشگاه ماساچوست در امهرست است.

## جوایز و افتخارات
- برندهٔ جایزهٔ لئونارد بومفیلد SLA در سال ۱۹۹۸
- برندهٔ پژوهانهٔ گوگنهایم در سال ۲۰۰۹
- رئیس منتخب جامعهٔ زبانشناسی ایالات متحده در سال ۲۰۱۵

## کتابهای منتشر شده
- 1981. Georgian Syntax: A Study in Relational Grammar. Cambridge: Cambridge University Press. Reprint published 2009.
- 1982. "Georgian and the unaccusative hypothesis." Language.
- 1985. Diachronic Syntax: The Kartvelian Case (Syntax and Semantics, 18). New York: Academic Press.
- 1991. "Mingrelian." The indigenous languages of the Caucasus. Volume 1: The Kartvelian languages, 313-394. Delmar, New York: Caravan Books.
- 1995. Alice C. Harris and Lyle Campbell. Historical Syntax in Cross-Linguistic Perspective. Cambridge University Press. [Leonard Bloomfield Book Award 1998. Chinese translation published in 2007.]
- 2000. "Where in the word is the Udi clitic?" Language.
- 2002. Endoclitics and the Origins of Udi Morphosyntax. Oxford: Oxford University Press.
- 2003. "Cross-linguistic Perspectives on linguistic change." The Handbook of Historical Linguistics.
- 2008. "Reconstruction in syntax: reconstruction of patterns." Principles of syntactic reconstruction. G. Ferraresi, and M. Goldbach, eds. John Benjamins.